# Decahydrochinolin
Decahydrochinolin ist eine heterocyclische chemische Verbindung. Sie besteht aus einem Piperidinring mit einem an 2- und 3-Position anelliertem Cyclohexanring. Das carbocyclische Analogon von Decahydrochinolin ist Decalin.

## Stereoisomerie
Decadydrochinolin besitzt zwei Stereozentren, aus denen sich zwei diastereomere, chirale Strukturen ergeben. Hierbei handelt es sich um die cis-trans-Isomere cis- und trans-Decahydrochinolin.

## Vorkommen und Darstellung
trans-Decahydrochinolin findet sich als Grundstruktur im Froschgift Pumiliotoxin C.
Decahydrochinolin kann durch vollständige Hydrierung von Chinolin hergestellt werden. Die Hydrierung gelingt mit molekularem Wasserstoff in starken Säuren am Platinkatalysator. Hierbei kommt es zunächst nur zur Hydrierung des Benzolrings und nach längerer Reaktionsdauer zur vollständigen Hydrierung zu Decahydrochinolin.